# Can Torrecabota
Can Torrecabota és un mas situat al municipi de Vilamacolum, a la comarca catalana de l'Alt Empordà.